# Liste der Kulturgüter in Hettlingen ZH
Die Liste der Kulturgüter in Hettlingen enthält alle Objekte in der Gemeinde  Hettlingen im Kanton Zürich, die gemäss der Haager Konvention zum Schutz von Kulturgut bei bewaffneten Konflikten, dem Bundesgesetz vom 20. Juni 2014 über den Schutz der Kulturgüter bei bewaffneten Konflikten sowie der Verordnung vom 29. Oktober 2014 über den Schutz der Kulturgüter bei bewaffneten Konflikten unter Schutz stehen.
Objekte der Kategorie A sind im Gemeindegebiet nicht ausgewiesen, Objekte der Kategorie B sind vollständig in der Liste enthalten, Objekte der Kategorie C fehlen zurzeit (Stand: 1. Januar 2023). Unter übrige Baudenkmäler sind weitere geschützte Objekte zu finden, die im Verzeichnis der Objekte von überkommunaler Bedeutung der kantonalen Denkmalpflege zu finden und nicht bereits in der Liste der Kulturgüter enthalten sind.

## Kulturgüter
| Foto |                                                                                           | Objekt                                                         | Kat. | Typ | Standort                          | Beschreibung |
| ---- | ----------------------------------------------------------------------------------------- | -------------------------------------------------------------- | ---- | --- | --------------------------------- | ------------ |
| BW   | Datei hochladen · Wikidata zu Burgtrotte (1752) und Burgstelle (Q29932748)                | Ehemalige Burgtrotte KGS-Nr.: 07487                            | B    | G   | Bachweg 11 695440 / 266958        |              |
| ja   | Datei hochladen · Wikidata zu Eichmühle (Gasthof) mit Waschhaus und Hanfreibe (Q29932750) | Eichmühle (Gasthof) mit Waschhaus und Hanfreibe KGS-Nr.: 07488 | B    | G   | Dägerlenstrasse 2 696153 / 267395 |              |

## Übrige Baudenkmäler
| ID       | Foto |                                                             | Objekt                              | Kat.    | Typ | Standort                                     | Beschreibung |
| -------- | ---- | ----------------------------------------------------------- | ----------------------------------- | ------- | --- | -------------------------------------------- | ------------ |
| 22100019 |      | Datei hochladen                                             | Ehemaliges Bauernhaus               | C       | G   | Seuzacherstrasse 2 695740 / 266891           |              |
| 22100075 | ja   | Datei hochladen                                             | Eichmühle, Hanfreibe und Beimühle   | B kant. | G   | Eichmühle 695911 / 267343                    |              |
| 22100083 |      | Datei hochladen                                             | Eichmühle, Speicher / Keller        | B reg.  | G   | Eichmühle 696137 / 267375                    |              |
| 22100085 |      | Datei hochladen                                             | Eichmühle, Waschhaus                | B kant. | G   | Eichmühle 696172 / 267413                    |              |
| 22100110 |      | Datei hochladen                                             | Bauernhaus Zur Kreuzstrasse         | C       | G   | Kreuzstrasse 695627 / 267056                 |              |
| 22100125 |      | Datei hochladen                                             | Bauernhaus                          | C       | G   | Alte Schaffhauserstrasse 125 695602 / 267176 |              |
| 22100145 |      | Datei hochladen                                             | Waschhaus                           | B reg.  | G   | Kirchsteig 695531 / 267153                   |              |
| 22100146 | ja   | Datei hochladen                                             | Reformierte Kirche                  | B reg.  | G   | Kirchsteig 695556 / 267174                   |              |
| 22100147 |      | Datei hochladen                                             | Pfarrscheune und Waschhaus          | B reg.  | G   | Kirchsteig 695517 / 267151                   |              |
| 22100149 |      | Datei hochladen                                             | Reformiertes Pfarrhaus              | B reg.  | G   | Kirchsteig 695526 / 267168                   |              |
| 22100155 |      | Datei hochladen                                             | Kleinbauernhaus, Hausteil 1         | C       | G   | Schulstrasse 5 695501 / 267067               |              |
| 22100214 | ja   | Datei hochladen                                             | Wohnhaus                            | C       | G   | Schulstrasse 2 695567 / 267008               |              |
| 22100217 |      | Datei hochladen                                             | Bauernhaus                          | C       | G   | Stationsstrasse 7 695561 / 266965            |              |
| 22100228 |      | Datei hochladen                                             | Kleinbauernhaus                     | C       | G   | Stationsstrasse 695542 / 266972              |              |
| 22100240 |      | Datei hochladen                                             | Bauernhaus                          | C       | G   | Stationsstrasse 14 695532 / 266929           |              |
| 22100244 | ja   | Datei hochladen                                             | Bauernhaus Taverne Zur Sonne        | B kant. | G   | Stationsstrasse 18 695486 / 266888           |              |
| 22100350 | ja   | Datei hochladen · Wikidata zu Bahnhof Hettlingen (Q5748058) | Bahnhof Hettlingen, Aufnahmegebäude | B reg.  | G   | Stationsstrasse 694571 / 266840              |              |

Legende: Im Wesentlichen siehe Legende der Liste der Kulturgüter von nationaler und regionaler Bedeutung, mit folgenden Ausnahmen:
- Anstelle der KGS-Nummer wird als Objekt-Identifikator (ID) die Inventarnummer im Verzeichnis der Objekte von überkommunaler Bedeutung des kantonalen Denkmalschutzamtes verwendet.
- Bei den Kategorien wird wie folgt unterschieden: B kant. = Objekt von kantonaler Bedeutung (Kanton Zürich); B reg. = Objekt von regionaler Bedeutung (Kanton Zürich).